# Кејп Канаверал
Кејп Канаверал (енгл. Cape Canaveral) град је у америчкој савезној држави Флорида. По попису становништва из 2010. у њему је живело 9.912 становника.

## Демографија
Према попису становништва из 2010. у граду је живело 9.912 становника, што је 1.083 (12,3%) становника више него 2000. године.
| Група             | 2000.         | 2010.         |
| Белци             | 8.114 (91,9%) | 8.766 (88,4%) |
| Афроамериканци    | 126 (1,4%)    | 237 (2,4%)    |
| Азијати           | 150 (1,7%)    | 180 (1,8%)    |
| Хиспаноамериканци | 307 (3,5%)    | 562 (5,7%)    |
| Укупно            | 8.829         | 9.912         |